# Josef I. Adam ze Schwarzenbergu
Josef I. Adam ze Schwarzenbergu (německy Joseph I. Adam von Schwarzenberg; 25. prosince 1722 Vídeň – 17. února 1782 Vídeň) byl rakouský a český šlechtic, významný politik a úředník Habsburské monarchie, vládnoucí kníže z rodu Schwarzenbergů a 9. vévoda krumlovský. Za jeho vlády byl významně přestavěn Český Krumlov, rozvíjeno hospodářství a především založen Schwarzenberský penzijní fond pro zaměstnance.

## Život

### Mládí
Josef Adam se narodil ve Vídni na Boží hod vánoční roku 1722, jako jediný a vytoužený syn knížete Adama Františka a jeho manželky, princezny Eleonory Amálie, rozené z Lobkovic a byl pokřtěn jako Josef Adam Jan Nepomuk František de Paula Jáchym Juda Tadeáš Abrahám, kníže ze Schwarzenbergu. Jeho početí předcházel slavný příběh o dlouholetém odloučení obou manželů, které ukončilo až náhodné setkání v katedrále sv. Víta u kaple svatého Jana Nepomuckého. Manželé se následně udobřili a konečně zamilovali. Z této události pak měl vzejít právě Josef Adam. K připomínce udobření obou manželů a tedy i záchraně rodu, nesou od narození Josefa Adama všichni mužští potomci schwarzenberského rodu ve svém jméně i jméno Jana Nepomuckého. Zároveň byla po jeho narození vysvěcena nová kaple Jana Nepomuckého při kostele sv. Víta v sídelním městě rodu Českém Krumlově.
Šťastné dětství však ukončila tragická nehoda, která významně ovlivnila Josefovo mládí. Když bylo malému následníkovi 10 let, postřelil jeho otce během tzv. Císařského honu nešťastnou náhodou císař Karel VI., načež kníže smrtelnému zranění podlehl. Schwarzenberské dominium se tak ocitlo ve velmi tíživé situaci. Ačkoliv Karel VI. pociťoval vinu a mladého Josefa Adama podporoval, zadlužení dominia bylo neodvratitelné. Byli proto jmenováni poručníci a jeho matka Eleonora Amálie se chopila nad dominiem regentství.

### Vláda
Po úmrtí své matky roku 1741 byl Josef Adam prohlášen za plnoletého a přebíral tak veškerý majetek v době, kdy vrcholily války o rakouské dědictví. Třebaže bylo tehdejší hospodářství v troskách, podařilo se mladému knížeti díky podstatným reformám zahájit postupný ekonomický rozkvět panství a jeho 50letá vláda se stala symbolem prosperity. Během jeho vlády byla zahájena těžba grafitu na Českokrumlovsku a do své nynější podoby monumentálně přestavěn zámek Český Krumlov. Byl vystavěn jedinečný Plášťový most a zároveň nové zámecké barokní divadlo. Vévodský dvůr v Českém Krumlově se měl v oné době rovnat i císařskému dvoru ve Vídni.
Již v roce 1741 pojal Josef I. Adam za choť princeznu Marii Terezii z Lichtenštejna, přičemž manželské soužití bylo podle svědectví nadmíru šťastné a vzešlo z něj 8 dětí. Dědic Jan Nepomuk I. se narodil již jeden rok po svatbě. Právě Josefovi I. Adamovi se podařilo roku 1746 rozšíření knížecího titulu na všechny příslušníky rodu, tedy i nevládnoucí, kteří od té doby mohou dodnes nosit tituly knížat a kněžen (případně princů a princezen pro odlišení od knížete vládnoucího).
Kníže Josef I. Adam také zastával po vzoru otce a děda významné funkce u císařského dvora. Mimo členství v tajné radě monarchie dosáhl za Marie Terezie a Josefa II. až na funkci nejvyššího císařského hofmistra. Obdržení této tehdy spíše ceremoniální funkce však vzbudilo nesouhlas dalších úředníků, jelikož kníže docílil podstatných změn kompetencí svého úřadu.

### Schwarzenberský penzijní fond
Josef I. Adam proslul stejně jako jeho předci a potomci silným sociálním cítěním. Největším činem, který významně ovlivňoval v následujících staletích prosperitu Schwarzenberského dominia, regionu a konečně i místních podniků až do roku 1950, bylo založení Schwarzenberského penzijního fondu pro knížecí úředníky a zaměstnance roku 1765.

### Pohřeb
Po smrti své matky nechal roku 1741 kníže Josef I. Adam vybudovat malou hrobku při kapli sv. Jana Nepomuckého v Českém Krumlově, kam byly uloženy její ostatky. Její srdce a srdce jeho otce však byla uložena do malého výklenku při vlevo v kapli sv. Jana Nepomuckého. Byla tak založena tradice pohřbívání srdcí krumlovských vévodů do Srdeční hrobky v kostele svatého Víta.
Sám kníže zemřel ve Vídni. Ostatky byly, mimo srdce, uloženy v tamní rodinné hrobce v augustiniánském kostele. Svou jedinou ženu Marii Terezii přežil o 29 let.

## Rodina
Oženil se 22. srpna 1741 v Bohosudově u Teplic s Marií Terezií z Lichtenštejna (28. 12. 1721 – 19. 1. 1753 Vídeň na neštovice), dcerou Josefa Jana Adama z Lichtenštejna, (25. 5. 1690 Vídeň – 17. 12. 1732 Valtice), lichtenštejnského knížete (1721–1732) a jeho třetí manželky (sňatek 3. srpna 1716 Vídeň) hraběnky Marie Anny z Oettingen-Spielbergu (12. 9. 1693 Vídeň – 15. 4. 1729 Hlohov). Narodilo se jim devět dětí (5 synů, 4 dcery):
- 1. Jan Nepomuk I. (3. 7. 1742 Postoloprty – 5. 11. 1789 Hluboká nad Vltavou), 10. vévoda krumlovský a 5. kníže ze Schwarzenbergu
  - ∞ (14. 7. 1768 Vídeň-Schönbrunn) Marie Eleonora z Oettingen-Wallersteinu (22. 5. 1747 Wallerstein – 25. nebo 28. 12. 1797 Vídeň)
- 2. Marie Anna (6. 1. 1744 Vídeň – 8. 8. 1803 Penzing)
  - ∞ (17. 10. 1764 Vídeň) Bedřich hrabě Zinzendorf (23. 9. 1721 – 4. 10. 1780 Vídeň)
- 3. Josef Václav (26. 3. 1745 Vídeň – 18. 9. 1781 Graz)
- 4. Antonín (11. 4. 1746 Vídeň – 7. 3. 1764 Würzburg)
- 5. Marie Terezie (30. 4. 1747 Vídeň – 21. 1. 1788)
  - ∞ (11. 5. 1722 Vídeň) Zikmund hrabě Goëss (1. 8. 1723 – 15. 7. 1796)
- 6. Marie Eleonora (13. 5. 1748 Vídeň – 3. 5. 1786 Vídeň)
- 7. František Josef (8. 8. 1749 Vídeň – 14. 8. 1750 Český Krumlov)
- 8. Marie Josefa (24. 10. 1751 Vídeň – 7. 4. 1755 Vídeň)
- 9. Marie Ernestina (Arnoštka) (18. 10. 1752 Vídeň – 12. 4. 1801 Vídeň)
  - ∞ (25. 6. 1778) František Xaver z Auerspergu (1755 – 9. 6. 1803 Vídeň)